# Edoardo Calleri
Edoardo Calleri conte di Sala (Saluzzo, 19 marzo 1927 – Torino, 20 aprile 2002) è stato un imprenditore e politico italiano.

## Biografia
Era l'ultimo di cinque figli. Il padre, Guido Emilio Calleri di Sala, era ammiraglio della Regia Marina mentre la madre, Clotilde, apparteneva alla famiglia dei conti Cacherano di Bricherasio, famiglia della nobiltà piemontese che annovera tra i suoi membri il vincitore della battaglia del colle dell'Assietta, Giovanni Battista Cacherano di Bricherasio e uno dei fondatori della FIAT, Emanuele Cacherano di Bricherasio.
Nel 1944, all'indomani dell'uccisione del fratello Alberto da parte dei fascisti avvenuta in Val Pellice, Edoardo Calleri si unì alle formazioni partigiane che combattevano nella zona attorno a Pinerolo.
Alla fine della guerra riprese gli studi è conseguì la laurea in medicina specializzandosi in otorinolaringoiatra. Nel contempo intraprese anche attività imprenditoriali e finanziarie e politiche.
Sue grandi passioni, che riuscì sempre a coltivare, furono le auto storiche e il giardino della casa di Bricherasio.
Sposato con quattro figli, morì il 20 aprile del 2002 presso la clinica Pinna Pintor di Torino dopo una lunga malattia.

## Attività politiche
Dal 1951 al 1960 fu Sindaco del paese di Bricherasio. Il 16 gennaio 1965 venne eletto  Sindaco di Moncalieri, ma rimase in carica soltanto fino al successivo 2 luglio in quanto dimissionario, poiché incompatibile con la presidenza della Cassa di Risparmio di Torino. Rimase però in Giunta come Assessore all'urbanistica e fece costruire il ponte nuovo sul fiume Po.
Appartenente alla Democrazia Cristiana, ne fu elemento di spicco ricoprendo gli incarichi di segretario provinciale (dal 1962 al 1965), segretario regionale (dal 1967 al 1969), consigliere nazionale e componente della direzione nazionale.
Dal 1970 al 1973, con la piena operatività delle Regioni come enti istituzionali, fu il primo presidente della Regione Piemonte.

## Attività imprenditoriali e finanziarie
Nel luglio del 1965 venne nominato presidente della Cassa di Risparmio di Torino.
Fino al 1978 fu presidente dell'Italcasse, istituto che raggruppava le casse di risparmio. Nel 1978 venne arrestato a Caselle con l'accusa, da cui in seguito fu assolto, di aver accantonato fondi dell'Italcasse per favorire alcuni imprenditori.
Nel campo imprenditoriale ricoprì importanti incarichi in diverse società tra cui la SITAF e la SATAP, e continuò ad occuparsi delle aziende di cui era a capo, Torcitura Valpellice e Talco & Grafite.
Dal 1964 al 1971 è stato un componente del Consiglio di amministrazione della Fondazione Luigi Einaudi.
Nel dicembre 2010 è stata pubblicata una biografia (Edizioni Elledici), dal titolo: "Edoardo Calleri di Sala: un grande cattolico liberale impegnato in politica".

## Titoli e onorificenze
- 1967, Croce al Valore Militare per attività partigiana
- 1975, Legion d'Onore dal governo francese
- Ufficiale e Cavaliere di Gran Croce dell'Ordine di San Gregorio Magno